# Мусаев, Аяпберген
Аяпберген Мусаев (каракалп. Ayapbergen Muwsa ulı, 1880, Соркольский аул Российская империя (ныне Муйнакский район, Республики Каракалпакстан в составе Республики Узбекистан) — 1936, колхоз им. Калинина Муйнакский район) — каракалпакский советский поэт. Народный поэт Каракалпакской АССР.
Один из зачинателей каракалпакской советской литературы.

## Биография
Учился в сельском медресе, занимался самообразованием. Знал в совершенстве поэзию Навои, Махтумкули, эпосы «Ашик-Гариб», «Юсуф и Зулейха», «Гороглы», «Шахнаме», был признан как один из лучших чтецов своего времени.

## Творчество
В дореволюционных стихах выступал против социальной несправедливости, высмеивал пороки общества, выступал в защиту бесправных женщин. Его стихи распространялись в устной передаче и в рукописях. Расцвет поэтического таланта А. Мусаева наступил после установления Советской власти в Каракалпакии. Стал зачинателем каракалпакской советской поэзии, печатался с 1930 года.
Поэт выступил как колхозный активист, воспевал новую жизнь. В стихотворении «Ленин» (газ. «Правда», 1932) первым в каракалпакской поэзии создал образ великого вождя.
Сборник «Полное собрание сочинений» издан посмертно в 1941 года.
В его поэзии ярко проявляются и гармонично сочетаются национальная культура и восточный колорит. Далеко известный как выдающийся поэт-импровизатор, он распространял свои стихи для трудящихся под псевдонимом «Гарип», иногда «Мулла». Многие стихи поэта, а также немало народных песен, которые он сохранил в памяти, в 1930-е годы были записаны первыми фольклорно-этнографическими экспедициями из уст самого поэта в его родном ауле, где он жил и работал до конца своих дней.
Ряд стихов А. Мусаева переведены на узбекский и русский языки.

## Избранные публикации
- Толық, жыйнақ, Торткул, 1941;
- Таңгламалы қосықлар, Нокис, 1956;
- Шғармалары, Нөкис, 1960.